# DJ Snake
William Sami Étienne Grigahcine (París; 13 de junio de 1986), conocido por su nombre artístico DJ Snake, es un DJ, remezclador y productor discográfico francés. En 2023 ocupó el puesto #38 en Top 100 DJs de DJ Magazine, siendo esta su mejor ubicación en la lista.
Ha sido nominado a los Premios Grammy como productor y artista que debutó a nivel internacional con sencillos tales como «Bird Machine» y «Turn Down For What» en 2013. "Bird Machine" es una colaboración con el actor francés y amigo Alesia. El sencillo fue recogido por Mad Decent, un sello discográfico con sede en Los Ángeles dirigido por Diplo, y lanzado en febrero de 2013. En junio de ese mismo año, DJ Snake fue invitado por Diplo para hacer una mezcla en vivo en su radio show, BELLUSUS & Friends, que se emite en BBC Radio 1.
DJ Snake trabajó en una colaboración con Diplo, que salió en 2014. Él y Dillon Francis estrenan «Get Low» en la cuenta oficial de YouTube de DJ Snake, el 10 de febrero de 2014. El 30 de abril de 2014, DJ Snake fue etiquetado como un «Artist To Watch» por FoxWeekly. DJ Snake y Dillon Francis fueron anunciados como artistas de apoyo para el verano Mothership Tour de 2014 con Skrillex.

## Carrera
DJ Snake fue coproductor de la canción "Government Hooker", que fue votada mejor canción por los fanes de Lady Gaga después del lanzamiento del álbum. Se suponía que esta canción iba a ser lanzada como sencillo, pero Interscope Records decidió detener la comercialización del álbum después de su lanzamiento. Ha remezclado junto a Kanye West, AlunaGeorge, Duck Sauce, y Major Lazer. Junior Senior le mostró Michael Jackson por su canción «Move Your Feet». DJ Snake remezcló la canción en 2013. En 2013, DJ Snake produjo tres canciones con Paul Blair «DJ White Shadow» en el álbum de Lady Gaga ARTPOP incluyendo Applause, Sexxx Dreams, y Do What U Want.
DJ Snake y Dillon Francis fueron alternos de los artistas que apoyan en el Mothership Tour 2014 con Skrillex. Actuó en el 2015 Coachella Music Festival con apariciones especiales de AlunaGeorge y MØ, quien hizo la voz en «Lean On» con Major Lazer, la cual es su canción más famosa, que, en menos de un año llegó a las mil millones de reproducciones en YouTube. "Lean On" y el remix de DJ Snake con AlunaGeorge «You Know You Like It» fueron las dos mejores 10 canciones Shazameadas de Coachella 2015.
Tanto «Get Low» y «Turn Down for What» fueron presentados en la banda sonora de Furious 7. Junto con la exposición obtenida de anuncios publicitarios para Dodge y Taco Bell que ofrecen la canción. La inclusión de la canción «Get Low» en la banda sonora ayudó a volver a entrar en el Billboard Hot Dance/Electronic Chart mientras que DJ Snake volvió a entrar en el Billboard 100 Artista.

### Turn Down for What
En diciembre de 2013, «Turn Down for What» fue lanzado por Columbia Records. La canción apareció en un comercial de Sol Republic DECK, un altavoz inalámbrico, que se emitió en octubre de 2013. «Turn Down for What» entró en el top 10 de los Billboard Dance/Electronic durante la última semana de diciembre. En enero de 2014, el sencillo entró en el top 5 de Dance/Electronic y debutó el número 38 en el Billboard Hot 100. La canción fue certificado oro en febrero de 2014 y platino en marzo de ese mismo año. La canción alcanzó el top 10 de la lista Hot 100 en abril de 2014.
El vídeo musical para el sencillo fue lanzado en marzo de 2014. «Turn Down for What» fue nominado por MTV Video Music Award a la Mejor Dirección, Mejor Dirección de Arte, Mejor Efectos Visuales, y el MTV Clubland Award.

## Discografía

### Álbumes
- Encore (2016)
- Carte Blanche (2019)

### Sencillos
| Título                                                               | Año  | Mejores posiciones | Mejores posiciones | Mejores posiciones | Mejores posiciones | Mejores posiciones | Mejores posiciones | Mejores posiciones | Mejores posiciones | Mejores posiciones | Mejores posiciones | Certificaciones | Álbum                     |
| Título                                                               | Año  | FRA                | AUS                | AUT                | BEL                | GER                | NLD                | SWE                | SWI                | UK                 | US                 | Certificaciones | Álbum                     |
| -------------------------------------------------------------------- | ---- | ------------------ | ------------------ | ------------------ | ------------------ | ------------------ | ------------------ | ------------------ | ------------------ | ------------------ | ------------------ | --- | ------------------------- |
| «Turn Down for What» (with Lil Jon)                                  | 2013 | 19                 | 13                 | 35                 | 41                 | 31                 | 23                 | 26                 | 36                 | 23                 | 4                  | - ARIA: 2× Platinum - BPI: Gold - GLF: Platinum - MC: 4× Platinum - RIAA: 5× Platinum - RMNZ: Gold                                      |                           |
| «Get Low» (with Dillon Francis)                                      | 2014 | 93                 | 44                 | 55                 | 8                  | 79                 | —                  | —                  | —                  | 88                 | 61                 | - ARIA: Gold - MC: Gold - RIAA: Platinum                                                                                                | Money Sucks, Friends Rule |
| «You Know You Like It» (with AlunaGeorge)                            | 2014 | 22                 | 11                 | 36                 | 24                 | 27                 | —                  | 63                 | 24                 | 67                 | 13                 | - ARIA: Gold - BEA: Gold - BPI: Silver - RIAA: 2× Platinum - RMNZ: Gold                                                                 |                           |
| «Lean On» (with Major Lazer featuring MØ)                            | 2015 | 2                  | 1                  | 3                  | 2                  | 4                  | 1                  | 2                  | 1                  | 2                  | 4                  | - ARIA: 6× Platinum - BEA: 3× Platinum - BPI: 2× Platinum - BVMI: 2× Platinum - MC: 2× Platinum - RIAA: 4× Platinum - RMNZ: 2× Platinum | Peace Is the Mission      |
| «Middle» (featuring Bipolar Sunshine)                                | 2015 | 12                 | 5                  | 48                 | 29                 | 49                 | 41                 | 37                 | 42                 | 10                 | 20                 | - ARIA: 2× Platinum - BEA: Platinum - BPI: Platinum - BVMI: Gold - RIAA: 2× Platinum                                                    | Encore                    |
| «Talk» (featuring George Maple)                                      | 2016 | 39                 | —                  | —                  | 4                  | —                  | —                  | —                  | —                  | —                  | —                  | | Encore                    |
| «Let Me Love You» (featuring Justin Bieber)                          | 2016 | 1                  | 2                  | 4                  | 6                  | 1                  | 1                  | 2                  | 1                  | 2                  | 4                  | - SNEP: Diamond - ARIA: 4× Platinum - BEA: Platinum - BPI: Platinum - BVMI: Platinum - MC: Platinum - RIAA: Platinum                    | Encore                    |
| «The Half» (featuring Jeremih, Young Thug and Swizz Beatz)           | 2017 | 107                | —                  | —                  | —                  | —                  | —                  | —                  | —                  | —                  | —                  | | Encore                    |
| «A Different Way» (featuring Lauv)                                   | 2017 | 27                 | —                  | —                  | 1                  | —                  | 46                 | 65                 | 63                 | 85                 | —                  | - SNEP: Platinum - MC: Gold |                           |
| «Broken Summer» (featuring Max Frost)                                | 2017 | 192                | —                  | —                  | —                  | —                  | —                  | —                  | —                  | —                  | —                  | |                           |
| «Magenta Riddim»                                                     | 2018 | 12                 | —                  | —                  | —                  | —                  | —                  | —                  | —                  | —                  | —                  | |                           |
| «Taki Taki» (featuring Selena Gomez, Ozuna and Cardi B)              | 2018 | —                  | 41                 | —                  | 29                 | 30                 | 31                 | 14                 | 6                  | 30                 | 11                 | |                           |
| «Try Me» (with Plastic Toy)                                          | 2019 | —                  | —                  | —                  | —                  | —                  | —                  | —                  | —                  | —                  | —                  | |                           |
| «SouthSide» (With Eptic)                                             | 2019 | —                  | —                  | —                  | —                  | —                  | —                  | —                  | —                  | —                  | —                  | |                           |
| «Enzo» (With Sheck Wes featuring. Offset, 21 Savage and Gucci Mane   | 2019 | —                  | —                  | —                  | —                  | —                  | —                  | —                  | —                  | —                  | —                  | |                           |
| «Loco Contigo» (With J Balvin and Tyga)                              | 2019 | —                  | —                  | —                  | —                  | —                  | —                  | —                  | —                  | —                  | —                  | |                           |
| "—" indica que no ha alcanzado una posición en listas de dicho país. |      |                    |                    |                    |                    |                    |                    |                    |                    |                    |                    | |                           |

## Sencillos

### Como artista principal
| Título | Año  | Posiciones | Posiciones | Posiciones | Posiciones | Posiciones | Posiciones | Posiciones | Posiciones | Posiciones | Posiciones | Posiciones | Posiciones | Certificaciones                                                                                 | Álbum                     |
| Título | Año  | FRA        | AUS        | AUT        | BEL        | CAN        | GER        | NLD        | NZ         | SWE        | UK         | USA        | USA Dance  | Certificaciones                                                                                 | Álbum                     |
| --- | ---- | ---------- | ---------- | ---------- | ---------- | ---------- | ---------- | ---------- | ---------- | ---------- | ---------- | ---------- | ---------- | ----------------------------------------------------------------------------------------------- | ------------------------- |
| «Turn Down for What» (feat. Lil Jon) | 2013 | 19         | 13         | 35         | 18         | 11         | 31         | 23         | 10         | 26         | 23         | 4          | 1          | - ARIA: 2× Platino - MC: 4× Platino - RIANZ: Oro - GLF: Platino - BPI: Plata - RIAA: 5× Platino | —                         |
| «Get Low» (with Dillon Francis) | 2014 | 93         | 44         | 55         | 58         | 48         | 79         | —          | —          | —          | 88         | 61         | 5          | - ARIA: Oro - MC: Oro - RIAA: Oro                                                               | Money Sucks, Friends Rule |
| «You Know You Like It» (with AlunaGeorge) | 2014 | 29         | 11         | 42         | 19         | 21         | 27         | 23         | —          | 71         | —          | 13         | 2          | - ARIA: Oro                                                                                     | —                         |
| «Lean On» (with Major Lazer featuring MØ) | 2015 | 2          | 1          | 3          | 2          | 4          | 4          | 1          | 1          | 2          | 2          | 6          | 1          | - ARIA: 3× Platino - BPI: Oro - BVMI: Oro - RMNZ: Platino                                       | Peace Is the Mission      |
| «—» indica un tema que no se posicionó en las listas de éxitos, que no fue publicado en ese territorio o que no obtuvo ninguna certificación. |      |            |            |            |            |            |            |            |            |            |            |            |            |                                                                                                 |                           |

### Remixes
| Año  | Título                 | Artista(s)                                                  |
| ---- | ---------------------- | ----------------------------------------------------------- |
| 2013 | «Humain à L'eau»       | Stromae                                                     |
| 2013 | «Stay The Night»       | Zedd featuring Hayley Williams                              |
| 2013 | «New Slaves»           | Kanye West                                                  |
| 2013 | «You Know You Like It» | AlunaGeorge                                                 |
| 2013 | «It’s You»             | Duck Sauce                                                  |
| 2013 | «Move Your Feet»       | Junior Senior                                               |
| 2013 | «Bubble Butt»          | Major Lazer featuring Bruno Mars, 2 Chainz, Tyga and Mystic |
| 2014 | «Dirty Vibe»           | Skrillex and Diplo featuring G-Dragon and CL                |

## Ranking DJmag
| DJ       | 2014 | 2015 | 2016 | 2017 | 2018 | 2019 | 2020 | 2021 | 2022 | 2023 | 2024 |
| -------- | ---- | ---- | ---- | ---- | ---- | ---- | ---- | ---- | ---- | ---- | ---- |
| DJ Snake | 65°  | 32°  | 22°  | 23°  | 24°  | 16°  | 25°  | 33°  | 44°  | 38°  | 33°  |

## Premios y nominaciones

### Grammy Awards
| Año  | Trabajo nominado                   | Categoría           | Resultado |
| ---- | ---------------------------------- | ------------------- | --------- |
| 2012 | Born This Way (como productor)     | Álbum del Año       | Nominado  |
| 2015 | «Turn Down for What» (con Lil Jon) | Mejor Vídeo Musical | Nominado  |

### MTV Video Music Awards
| Año  | Trabajo nominado                    | Premio                   | Resultado |
| ---- | ----------------------------------- | ------------------------ | --------- |
| 2014 | «Turn Down for What» (with Lil Jon) | MTV Clubland Award       | Nominado  |
| 2014 | «Turn Down for What» (with Lil Jon) | Mejor Dirección          | Ganador   |
| 2014 | «Turn Down for What» (with Lil Jon) | Mejores Efectos Visuales | Nominado  |
| 2014 | «Turn Down for What» (with Lil Jon) | Mejor Dirección de Arte  | Nominado  |

### iTeen Choice Awards
| Año  | Trabajo nominado                    | Premio                         | Resultado |
| ---- | ----------------------------------- | ------------------------------ | --------- |
| 2014 | «Turn Down for What» (with Lil Jon) | Choice Music: R&B/Hip-Hop Song | Nominado  |

### Billboard Music Awards
| Año  | Trabajo nominado                    | Premio                    | Resultado |
| ---- | ----------------------------------- | ------------------------- | --------- |
| 2015 | «Turn Down for What» (with Lil Jon) | Top Dance/Electronic Song | Ganador   |
| 2016 | «Lean On»                           | Top Dance/Electronic Song | Ganador   |
| 2016 | El Mismo                            | Mejor Artista Dance       | Nominado  |
| 2016 | You Know You Like It                | Mejor Canción Dance       | Nominado  |
| 2017 | El Mismo                            | Mejor Artista Dance       | Nominado  |
| 2017 | Let Me Love You                     | Mejor Canción Dance       | Nominado  |
| 2019 | Taki Taki                           | Mejor Canción Latina      | Nominado  |
| 2019 | Taki Taki                           | Mejor Canción Dance       | Nominado  |
| 2020 | El Mismo                            | Mejor Artista Dance       | Nominado  |
| 2021 | Carte Blanche                       | Mejor Álbum Dance         | Nominado  |